# Kriegerdenkmal von 1871 (Gehrden)

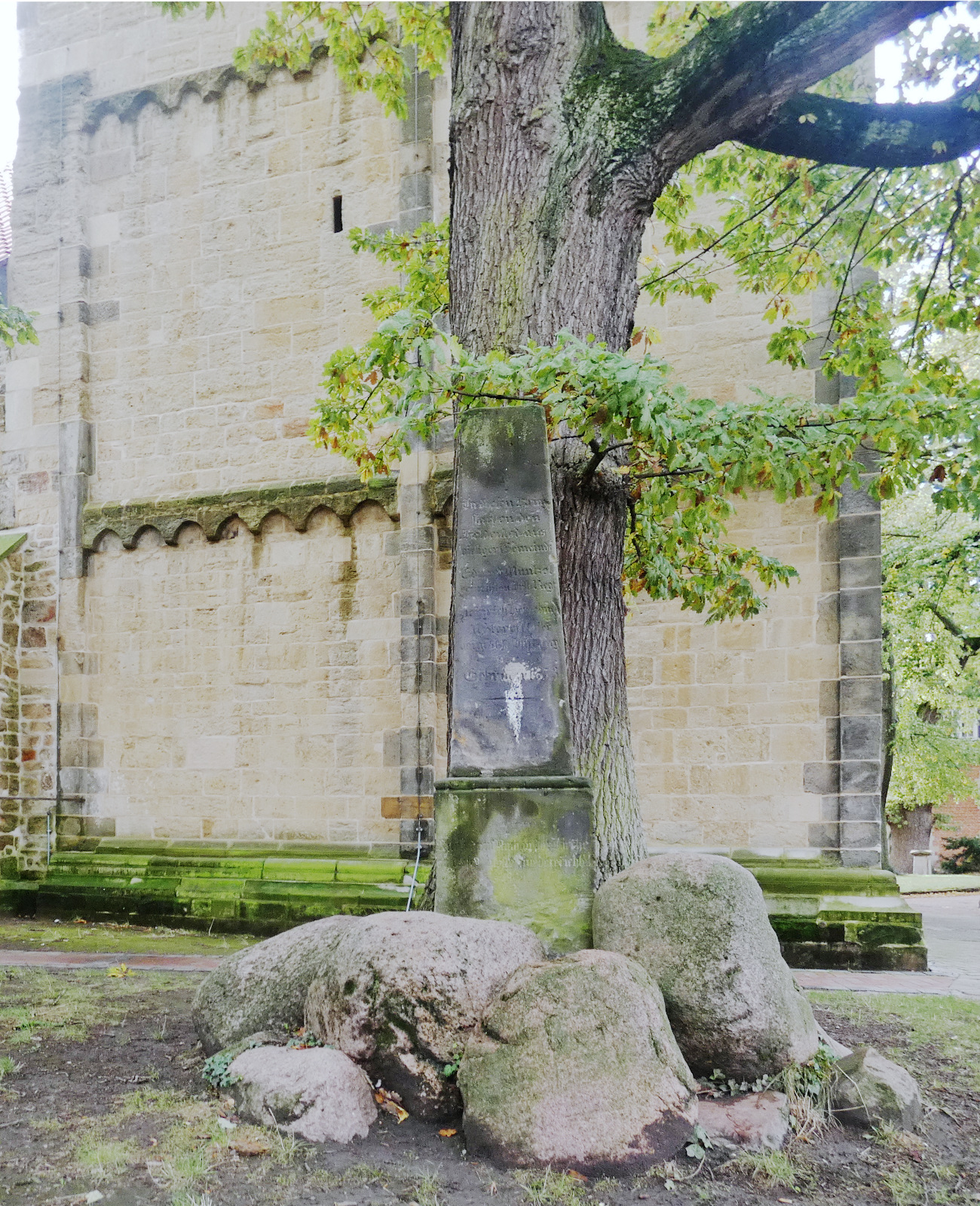
Das Denkmal neben dem Turm der Margarethenkirche in Gehrden

Das Kriegerdenkmal von 1871 in Gehrden in der Region Hannover in Niedersachsen ist ein Denkmal für den Deutsch-Französischen Frieden und ein Ehrenmal für Gefallene des Deutsch-Französischen Krieges von 1870/71.
Das denkmalgeschützte Bauwerk steht an der Kirchstraße neben dem Turm der Margarethenkirche in Gehrden.

## Beschreibung
Das im Jahr 1873 durch die Gemeinden Gehrden und Northen errichtete Denkmal besteht aus einem Obelisken aus Wealden-Sandstein. Er steht auf einem von Findlingen umgebenen kleinen Sockel neben einer Stieleiche. Die dem Kirchturm zugewandte Südseite trägt die an den Abschluss des Präliminarfriedens von Versailles erinnernde Inschrift:

„Zur Erinnerung
an den Abschluß
des Friedens zwi
schen Deutschland
und Frankreich
26. Februar 1871
wurde diese Eiche
von patriotischen
Mitgliedern
der Gemeinden
Gehrden & Northen
gepflanzt“

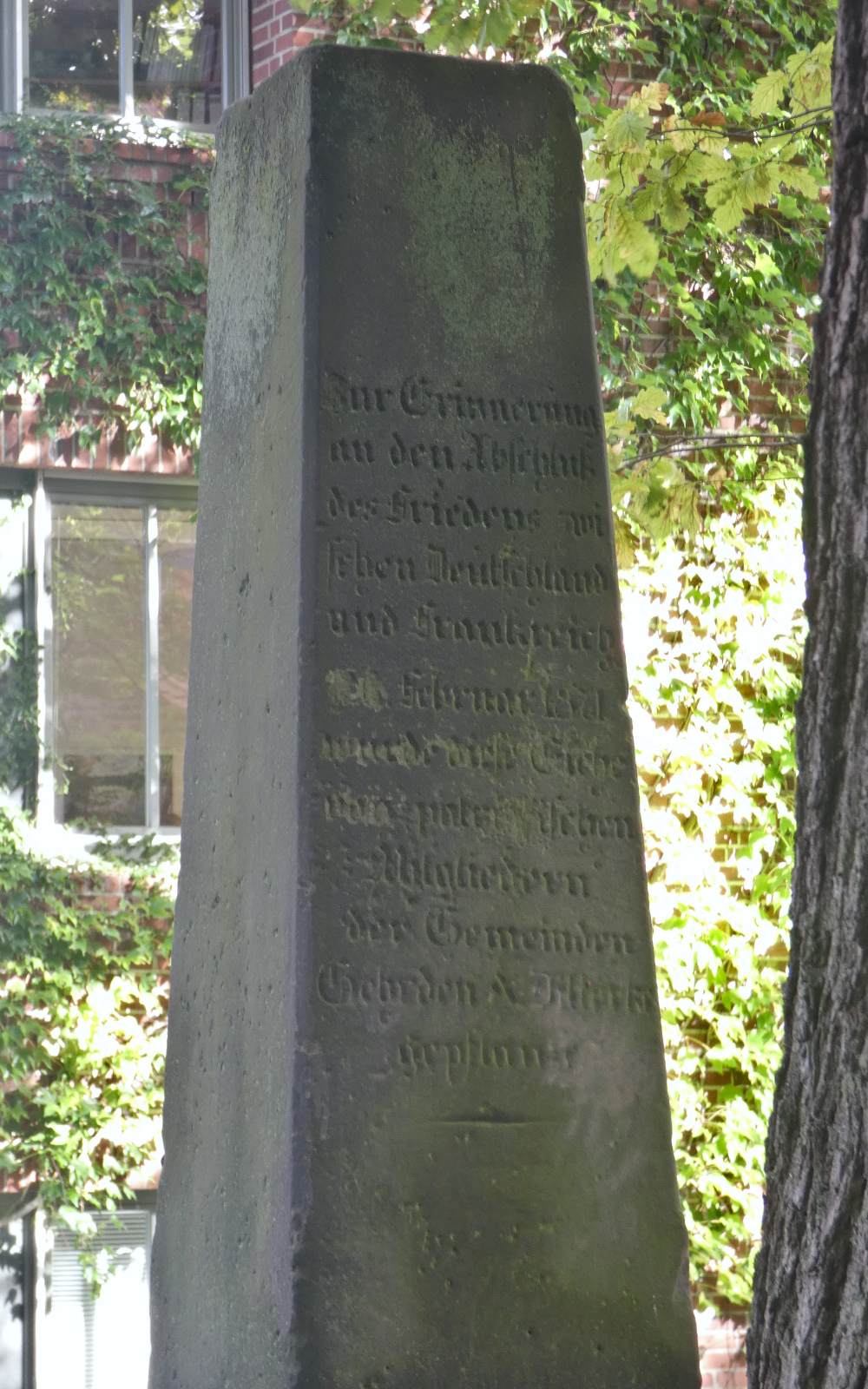
Inschrift an der Südseite des Obelisken

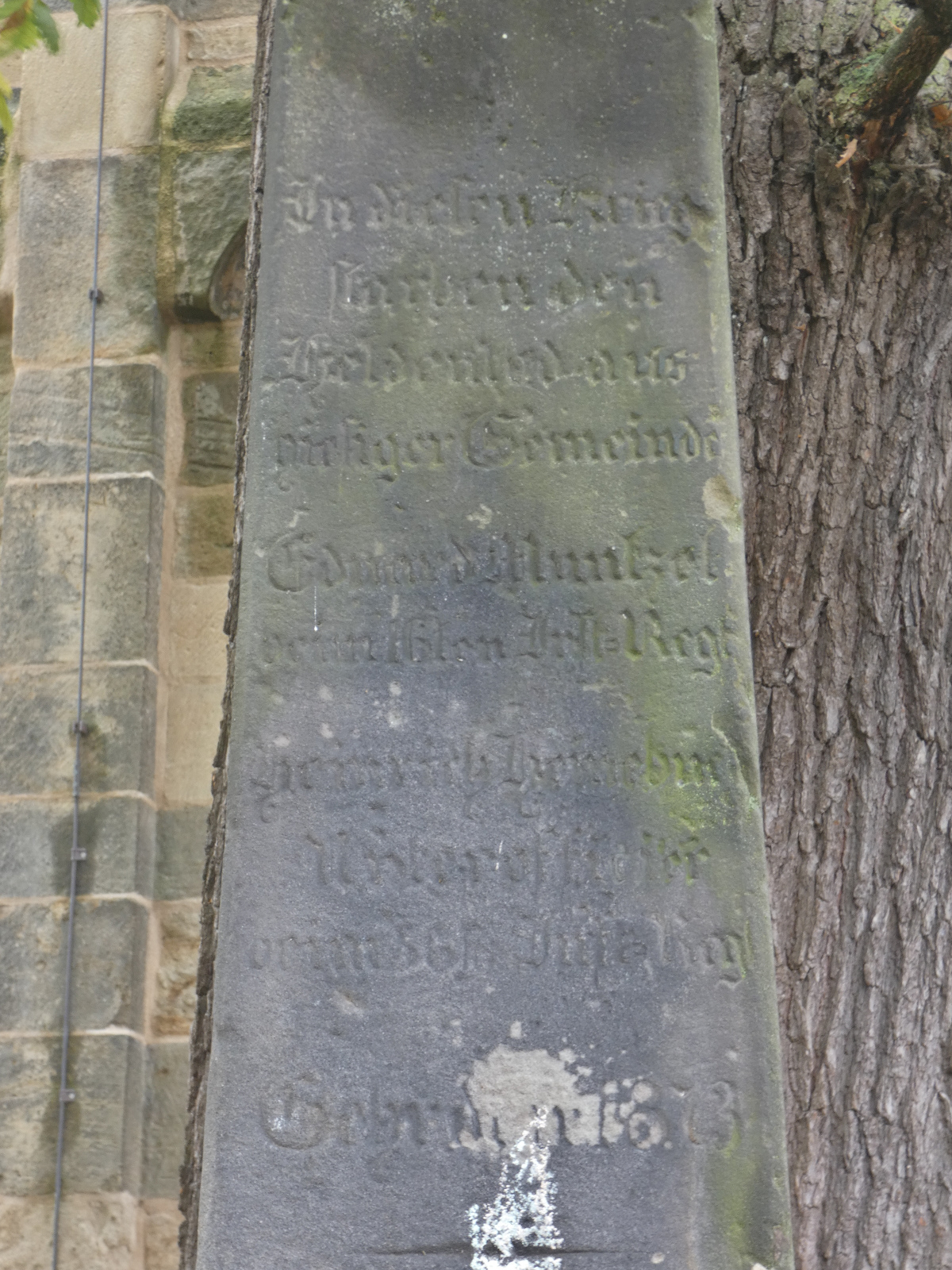
Inschrift an der Nordseite des Obelisken

Die der Kirchstraße zugewandte stärker verwitterte Nordseite des Obelisken trägt die Inschrift:

„In diesem Krieg
fanden den
Heldentod aus
hiesiger Gemeinde
Eduard Muntzel
vom 16ten Inf-Regt
Heinrich […]
Unterofficier
vom 56. Inf-Regt
Gehrden 1873“

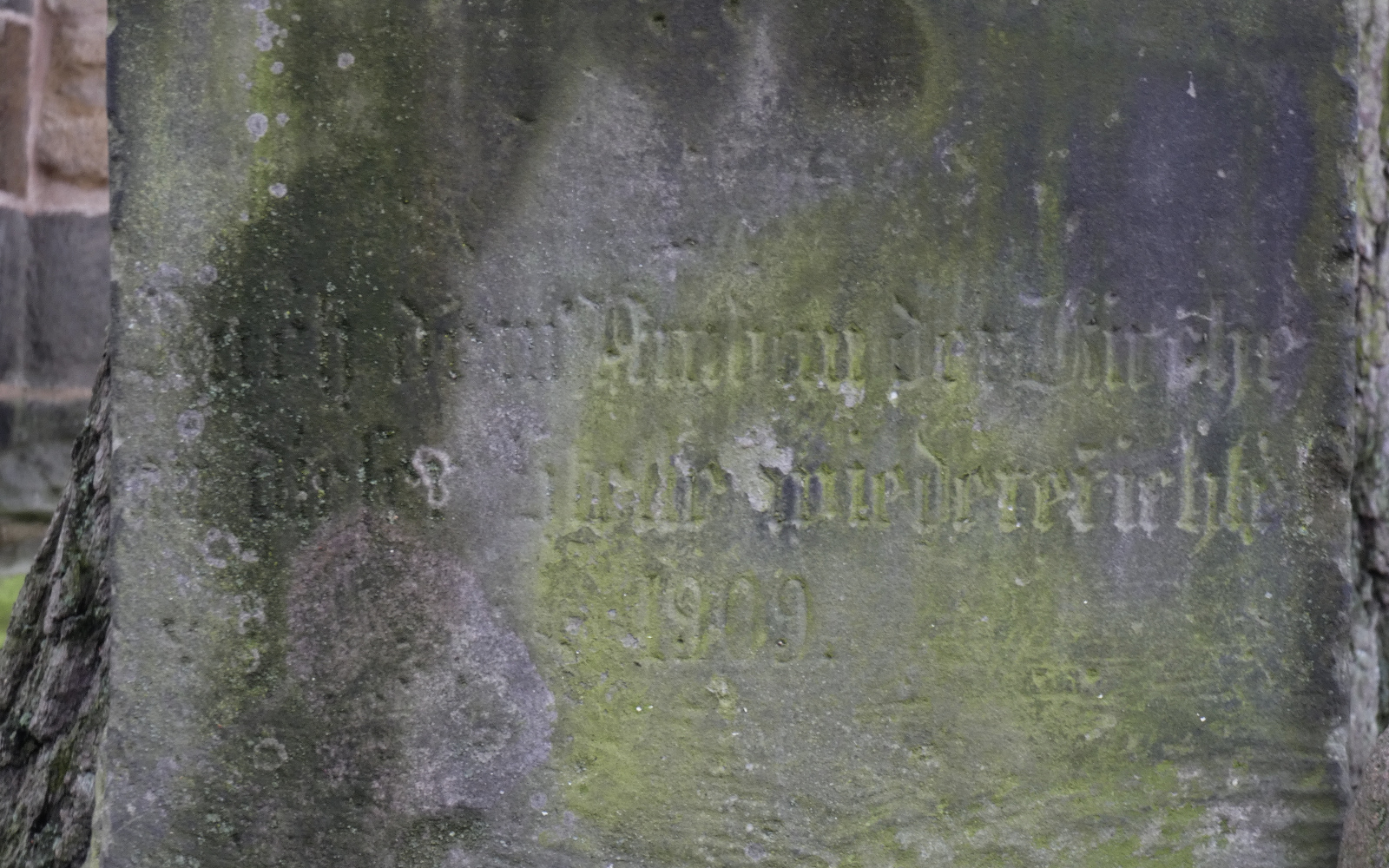
Inschrift am Denkmalsockel

Im Rahmen der Erweiterung der Margarethenkirche im Jahr 1909 wurde auch das Ehrenmal umgestaltet. Es wurde mit mehreren kleinen Findlingen umgeben. Der Denkmalssockel trägt zur Kirchstraße hin die nur noch schwer lesbare Inschrift:

„Nach dem Umbau der Kirche
durch S[…] wiedererricht
1909“

## Sonstiges
An der Kirchstraße in Höhe der Sakristei der Margarethenkirche erinnert das Gefallenendenkmal Gehrden an die Gefallenen des Ersten Weltkrieges und eine Gedenktafel davor an die Gefallenen des Zweiten Weltkrieges. In den im Jahr 1971 nach Gehrden eingemeindeten Dörfern gibt es meist eigene Kriegerdenkmale.